# Osteopilus marianae
Osteopilus marianae är en groddjursart som först beskrevs av Dunn 1926.  Osteopilus marianae ingår i släktet Osteopilus och familjen lövgrodor. IUCN kategoriserar arten globalt som starkt hotad. Inga underarter finns listade i Catalogue of Life.